# Václav Daněk (překladatel)
Václav Daněk (* 9. července 1929 v Praze) je český básník, překladatel z ruštiny, ukrajinštiny, urdštiny, perštiny, mongolštiny a maďarštiny, editor sborníků a kulturní organizátor (PEN klub, Umělecká beseda atd.). V letech 1954–1994 pracoval jako redaktor v Českém rozhlasu.

## Život
Narodil se v učitelské rodině v Praze. Gymnázium studoval v Táboře a poté v Chomutově. Maturoval v roce 1948. V letech 1949–1951 hrál v divadle Na Fidlovačce. V letech 1950–1954 studoval dramaturgii na Divadelní fakultě Akademie múzických umění v Praze. Po absolutoriu nastoupil do Československého rozhlasu jako redaktor a pracoval zde až do odchodu do důchodu v roce 1994, v posledních pěti letech jako šéf experimentálního Audiostudia.
Přátelil se s dalšími básníky a překladateli poezie, jako byli Josef Hiršal, Bohumila Grögerová či Emanuel Frynta. Byl kolegou a přítelem literárního historika Antonína Jelínka.

## Dílo

### Vlastní básnické sbírky
- Jak jsme lili zvon (1978)
- Svět jsou dva (1982)
- Dům sonetů (1983)
- Gazely a kola (1990)
- Sestup z hory (výbor z poezie) (1999)
- Čarovary (2000)
- Z hnoje snů tobě (2006)
- Balady a svízelky (2008)
- Svěcení podstatných slov (2009)
- Kolibří výlety (2009)
- Blíženka noc (2012)
- Jihočeské básně (2013)
- Z pozdního sběru (2014)
- Stance pro Einsteina (2016)
- Žihadýlka (2017), Praha: Akropolis. ISBN 9788073042059
- Pistole z písku (2019)
- Ozvěny z dubového stolu (2021), Praha: Novela bohemica
- Z rozbásněných nocí (výbor veršů z celoživotní tvorby) (2022), Praha: Logos

### Překlady
Přeložil díla básníků Alexandra Bloka, Osipa Mandělštama, Josifa Brodského, Daniila Charmse, Sergeje Jesenina, Andreje Vozněsenského, Arsenije Tarkovského, Bulata Okudžavy, Belly Achmadulinové, Sándora Weörese, Muhammada Ikbála a dalších.

### Rozhlasové hry
- Dobrou noc a modré nebe (1969)
- Kde končí svět – Na paměť Jana Palacha (1969, 1990).

### Rozhlasové úpravy vlastních překladů
- Lesja Ukrajinka: Lesní píseň, 1968
- Daniil Charms: Alžběta Bam, 1993.

### Memoáry
- Kam utek Stolkolet (2013)

### Bibliofilie
- Balada o uvězněném básníkovi (2010)
- Jihočeské básně (2013)
- S Prahou v očích (2014).